# Olesea Smarovoz
Olesea Smarovoz (în ucraineană Олеся Смаровоз; n. 11 ianuarie 1971, Bălți, RSS Moldovenească, URSS) este o pictoriță ucraineană. Este membră a Uniunii pictorilor din Ucraina, filiala din regiunea Vinnița.